# Comisión de topografía de los galos

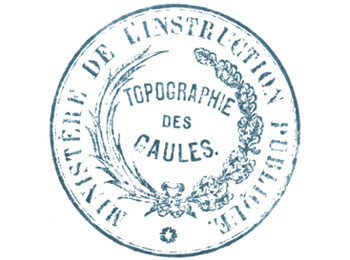
Sello oficial de la Comisión de topografía de los galos (1858 - revisado en 2016)

La Comisión de topografía de los galos fue una comisión administrativa del Segundo Imperio francés creada por Napoleón III el 17 de julio de 1858 y desaparecida en 1879-1880, que tuvo como misión elaborar varios diccionarios y mapas arqueológicos que cubrieran el territorio de las antiguas provincias de la Galia —incluidas las actuales Bélgica y Suiza—, sobre todo en la época galo-romana y en la época celta, tal y como se entendía en el siglo XIX.

## Proyecto inicial

### Contexto

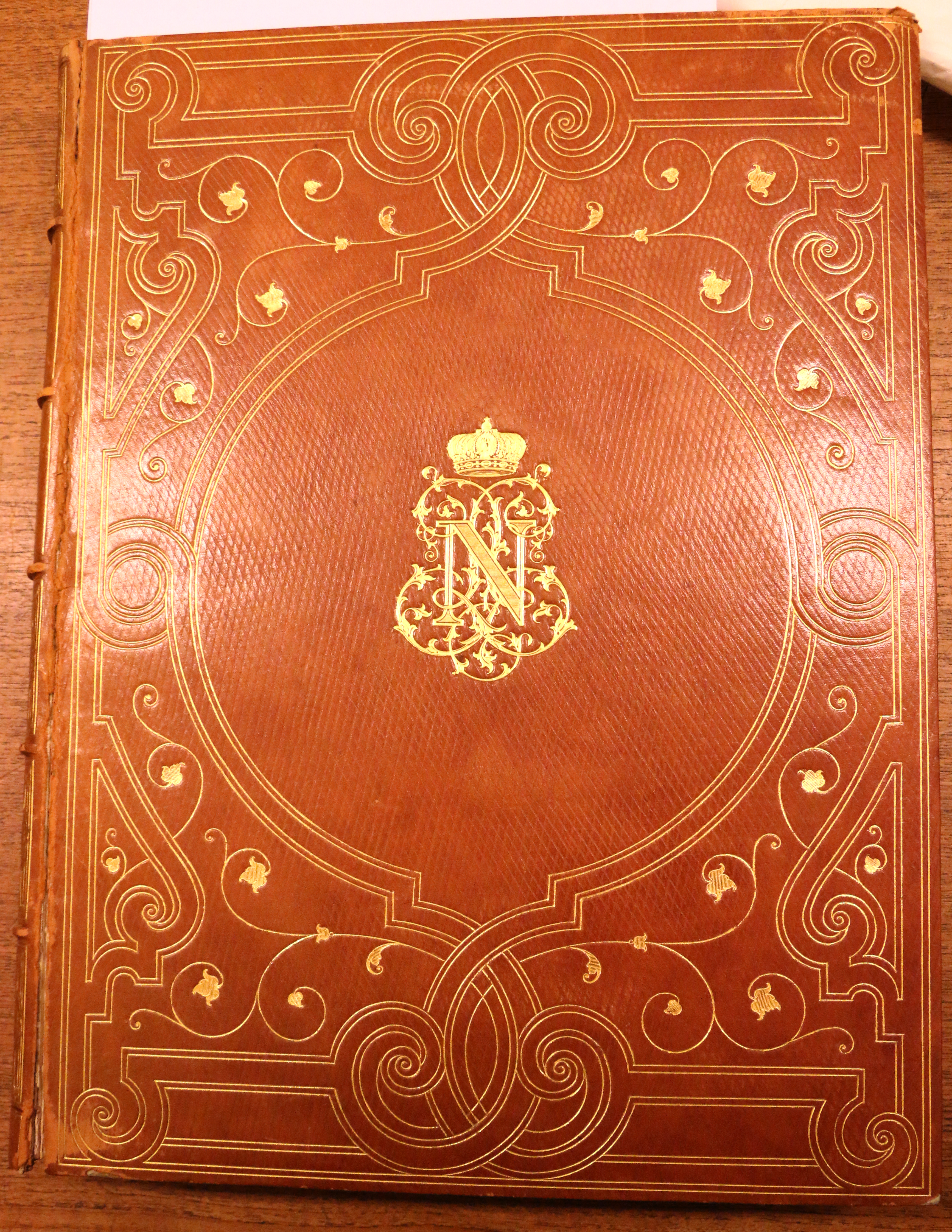
Cubierta del primer volumen de la Histoire de Jules César, (ejemplar del Museo de Arqueología nacional (Francia)).

Proyectando la escritura de una Histoire de Jules César, Napoleón III crea la Comisión para documentar su trabajo sobre el ganador de los galos. Este trabajo está en el contexto de construcción nacional francesa de la segunda mitad del siglo XIX.
En 1855 estalló una controversia sobre la ubicación del sitio de la batalla de Alesia, hasta alcanzar su punto máximo en la década de 1860. El emperador quería rastrear precisamente las campañas de Julio César en la Galia y encontrar los lugares emblemáticos, mencionado en De bello Gallico. Para dar la bienvenida a la investigación y los efectos arqueológicos descubiertos por la comisión, Napoleón III decretó en 1862 la creación de un museo galorromano. La Comisión de topografía de los galos se asoció rápidamente, en 1866, con la comisión asesora para la organización de este museo, que ahora se ha convertido en el  musée d'Archéologie nationale.

### Creación
Esta comisión fue creada el 17 de julio de 1858 por decreto ministerial por orden de Napoleón III. Fueron miembros designados de la comisión Félicien de Saulcy (Presidente), Amédée Thierry , José Daniel Guignault , Natalis de Wailly , Alfred Maury , miembros del Instituto de Francia, Lucien Antoine Blondel (Coronel de Estado Mayor, Director del Depósito Guerra), Charles-Raymond de Coynard (jefe del escuadrón de personal), Adolphe Chéruel (inspector de la academia en París), Alexandre Bertrand (profesor en la escuela secundaria de Rennes), Gustave Rouland (secretario general del Ministerio de Educación).
Por orden, son nombrados los secretarios Alfred Maury y Alexandre Bertrand, los únicos que deben ser remunerados, los cuales tienen por trabajo el tratamiento de los envíos realizados por las sociedades científicas de Francia que contribuyen al proyecto de la comisión.
El decreto de creación fija un ritmo mensual de los informes de sus trabajos. Ratifica el proyecto imperial lanzado hace unos meses. Se ha ordenado a los rectores de la academia que se pongan en contacto con las sociedades científicas, los archivos departamentales, los corresponsales del comité de trabajos históricos y científicos para recopilar todos los documentos relacionados con la topografía antigua.

## Objetivos y medios de la comisión

### Diccionarios y mapas arqueológicos de la Galia
Los objetivos originales de la comisión eran estudiar «geografía, historia y arqueología nacional hasta la llegada de Carlomagno», desarrollando tres mapas (mapa de la Galia antes de la conquista, mapa de la región). Galia bajo el imperio Romano, mapa de la Galia en la época merovingia y tres diccionarios asociados. Estos diccionarios se conciben como un directorio alfabético de sitios, asociados con tablas de sitios arqueológicos. Las tarjetas base son proporcionadas por el repositorio de guerra que apoya la comisión. Algunos de sus miembros, especialistas militares en topografía, contribuyen a este trabajo y aplican los estándares de la cartografía militar del tiempo.

Fascículo añadido en la edición de 4 volúmenes del Diccionario Arqueológico de la Galia.
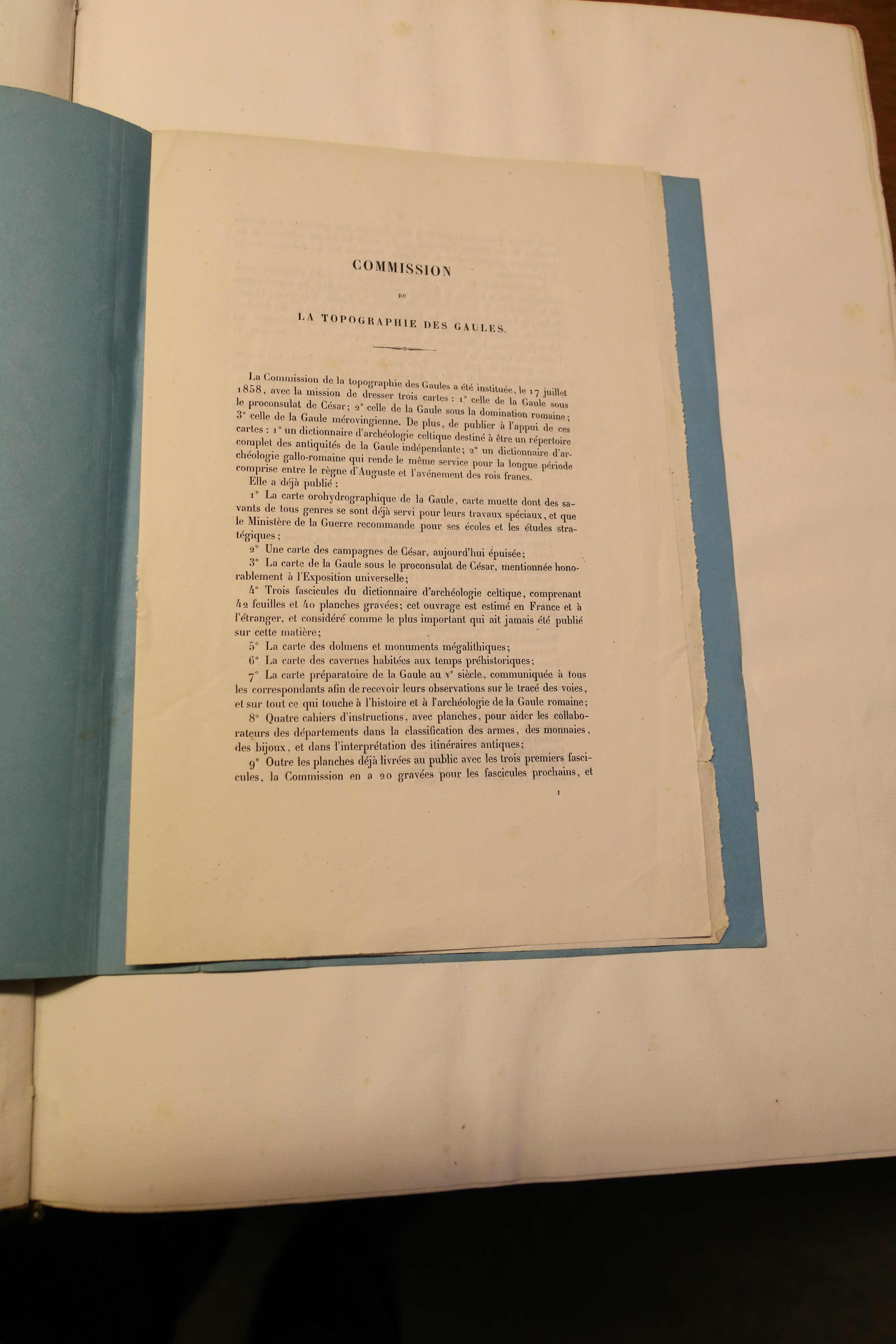
Página 1
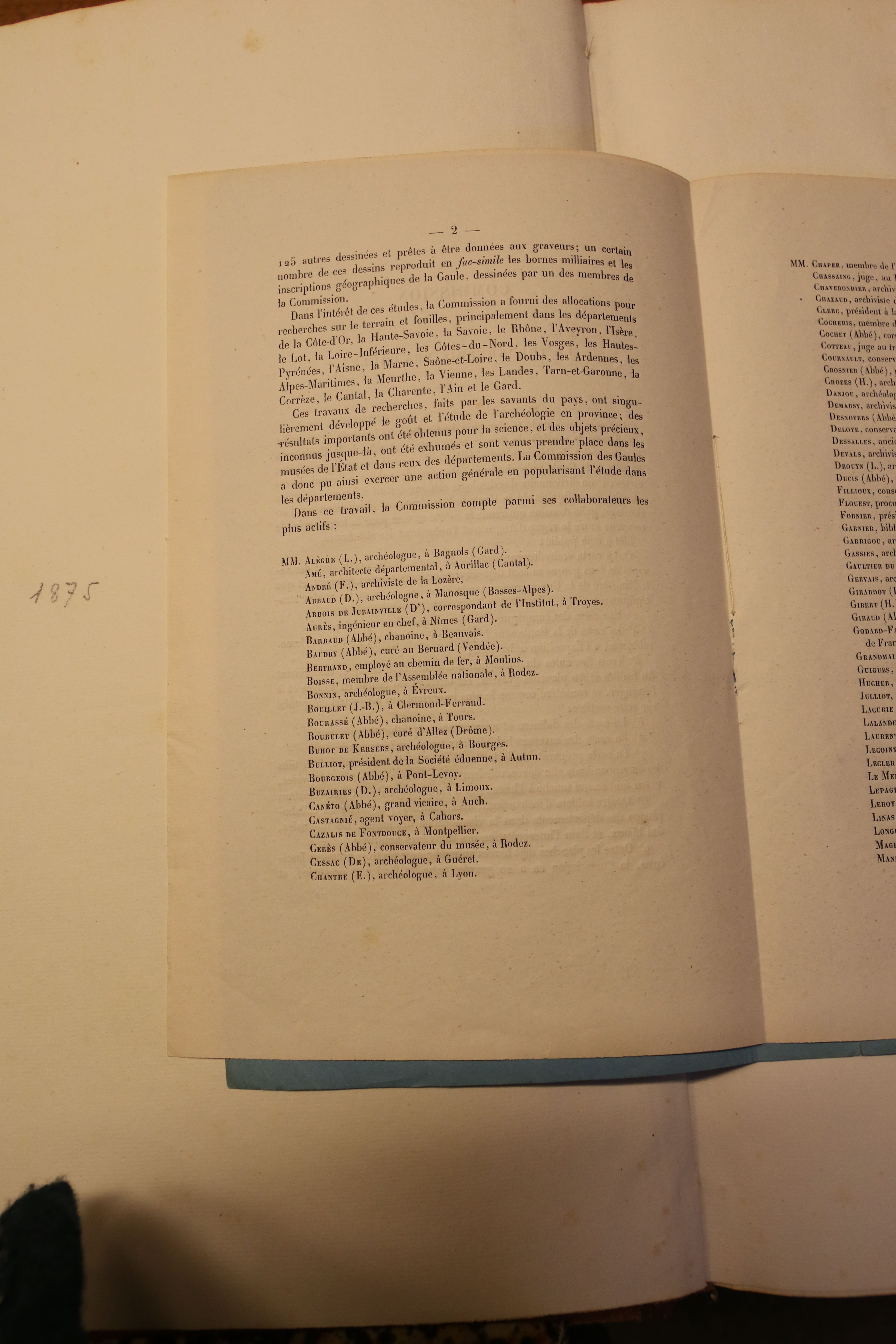
Página 2
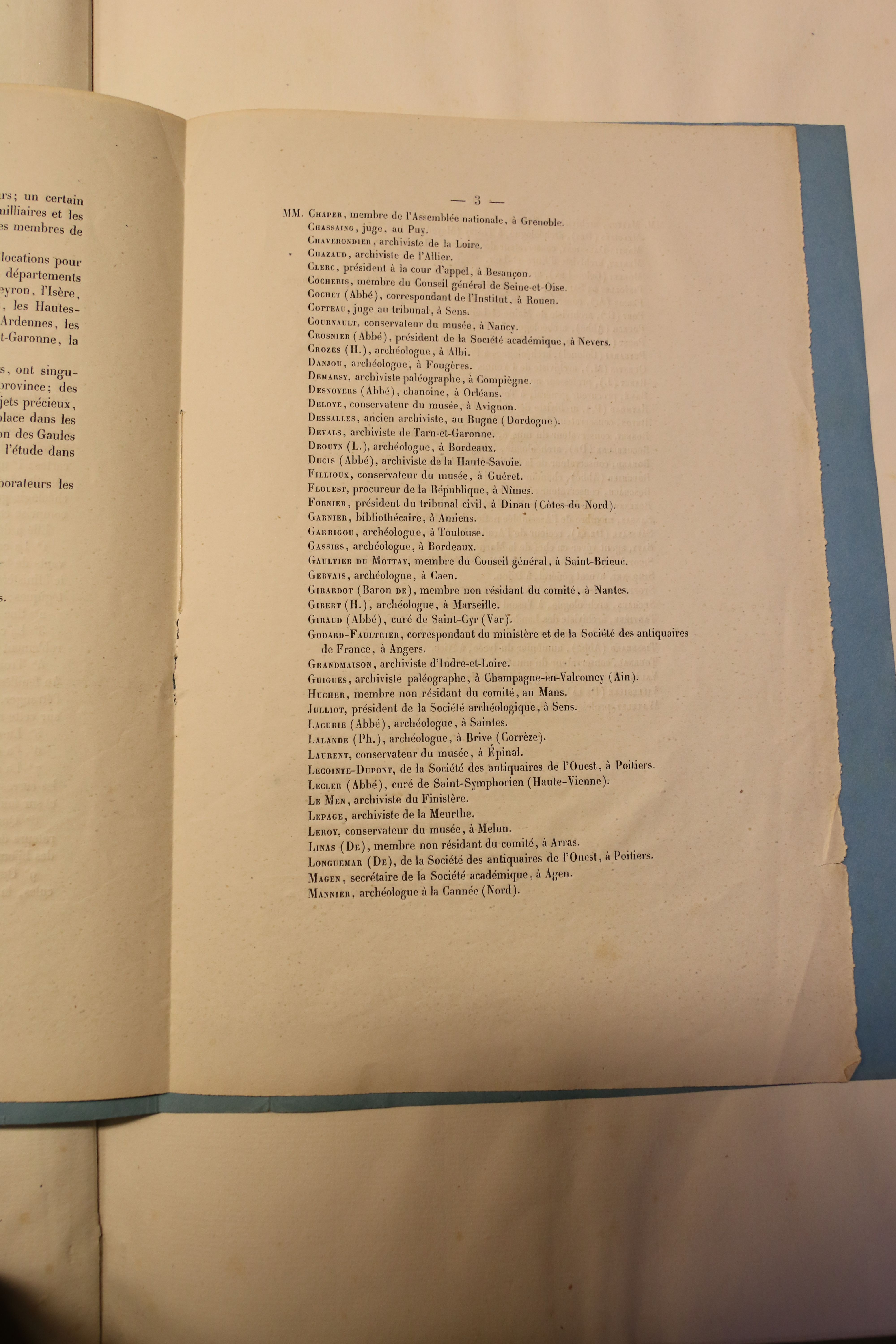
Página 3
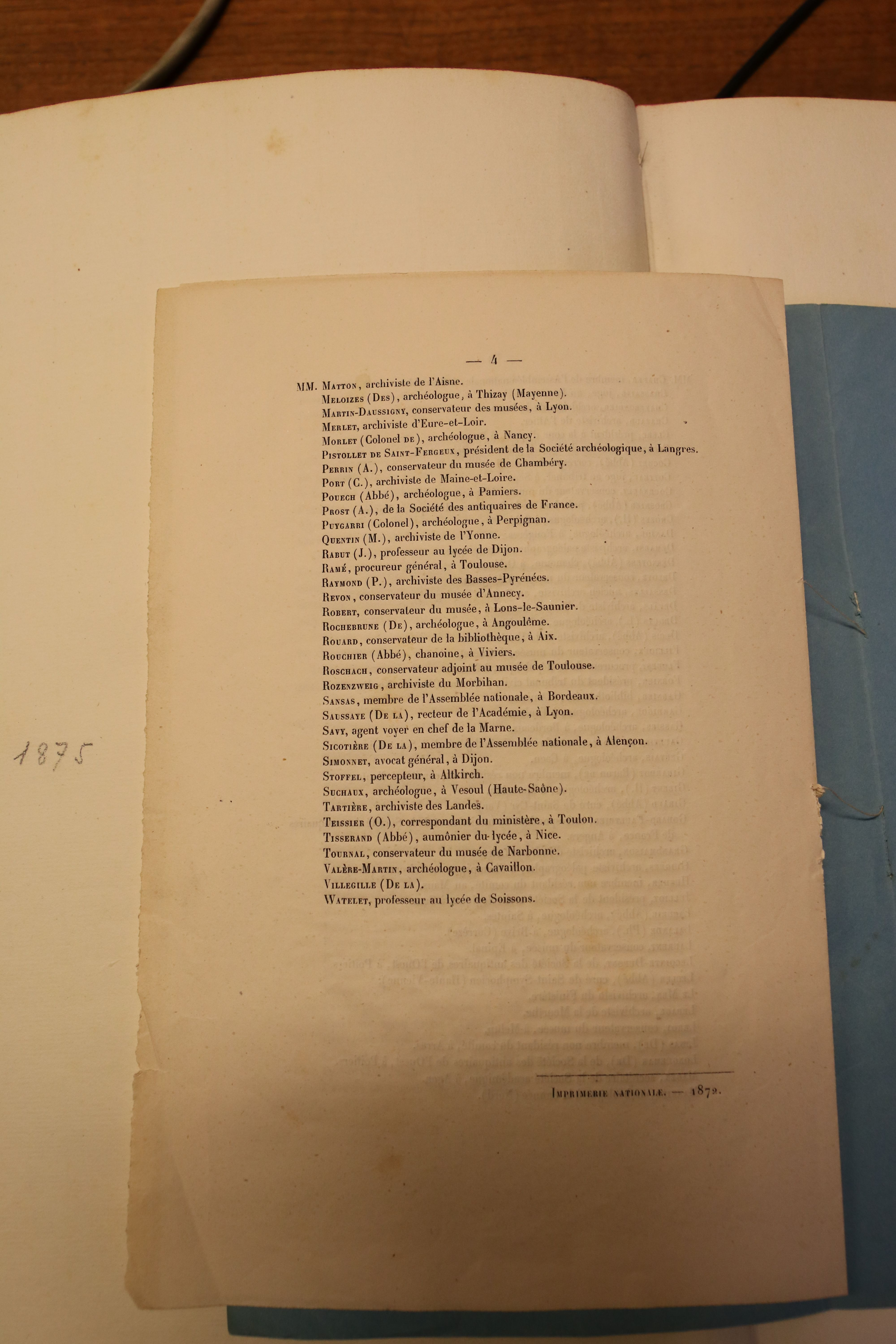
Página 4

### Medios financieros y funcionamiento ordinario de la comisión
La comisión es financiada inicialmente por el Ministerio de Estado por 10.000 francos al año y por el Ministerio de la Casa del Emperador por unos 3.000 francos anuales. A partir de 1861, se financia únicamente por el Ministerio de Educación a la altura de 25 000 francos anuales hasta 1879.
La comisión tiene locales en el Ministerio de Educación. Realiza los informes de los trabajos realizados por sus corresponsales todos los meses y acumula en sus instalaciones los archivos de dichos informes.

## Trabajo contratado y de la comisión

### Obras y método
Los secretarios de la comisión tienen como trabajo principal el de analizar, procesar y sintetizar los documentos enviados (manuscritos, memorias, notas, mapas) de toda Francia. Este trabajo de síntesis luego alimenta la escritura de un diccionario arqueológico y un conjunto de mapas. La comisión financia ocasionalmente las excavaciones, lideradas por algunos de sus miembros o corresponsales, y cuyos resultados se integran a medida que avanzan los proyectos. Por lo tanto, existen vínculos estrechos entre los miembros de la comisión y la búsqueda de ciertos sitios como Alesia o Bibracte.
Rápidamente, el trabajo de la comisión va más allá de la guerra de la Galia y está interesado en otros periodos cronológicos: la prehistoria, la protohistoria celta y la primera Edad Media. La originalidad del trabajo de la comisión radica en la movilización por primera vez de varias disciplinas científicas: arqueología, geografía, numismática, epigrafía, geología, iconográficas, y estudio de antiguas fuentes literarias. Utilizan las técnicas más innovadoras de la época, como la fotografía, la estratigrafía o el levantamiento topográfico.
La otra idea subyacente en el proyecto es la movilización y el establecimiento de redes científicas en todo el país ahora en su máxima extensión —con la adquisición de Savoy y Niza en 1861—. Se basa principalmente en los corresponsales de la Comisión de Trabajos Históricos y Científicos antes de establecer una red propia que, a fines de la década de 1870, contaba con más de 150 científicos. Entre ellos, hay muchos presidentes de sociedades científicas, fundadores de museos de historia y arqueología, como Laurent Rabut de Chambéry, Louis Revon de Annecy, Ernest Roschach de Toulouse, Octave Teissier de Draguignan, Just Vuilleret de Besançon, Jean -Baptiste Bouillet de Clermont-Ferrand, Padre Cérès de Rodez, Charles Cournault de Nancy,

### Cambio de nombre y posterior fusión
La Comisión sobrevivió a la caída del Segundo Imperio francés, luego cambió su nombre en 1880 y pasó a llamarse «Comisión de Geografía Histórica de la antigua Francia» con el propósito de completar el trabajo de la Comisión de topografía de los galos. En 1883, esta nueva comisión se funde en la sección «ciencias naturales y geográficas» del «Comité de los trabajos históricos y científicos». Este cambio de nombre y fusión marcan el final oficial de la Comisión de topografía de los galos como tal.

## Historiografía

### Recepción de críticas
La contribución científica de la Comisión de topografía de los galos, ha sido recibida y utilizada de diversas maneras por generaciones sucesivas de estudiosos de antigüedades nacionales. Considerada por algunos como el apoyo científico de investigación histórica de Napoleón III, ella misma se calificó como su «muy humilde servidor». Salomón Reinach habla incluso como un «trabajo administrativo» y lo ve como un «fracaso atroz». Sin embargo, diecisiete años antes, el mismo Reinach lamentó su desaparición, que calificó de «muy desafortunado».
Sin embargo, cabe señalar que la comisión no dudó en defender sus hipótesis, a veces contrarias a las del emperador en ciertos puntos precisos de la guerra de los galos como la localización de Uxellodunum y Cenabum. Además, Napoleón III rechazó el primer mapa de la Galia,  1: 600 000e, que presentaba una visión de las campañas de César contraria a la del emperador. La realidad es, por lo tanto, más compleja que el simple informe de presentación entre la comisión y su primer instigador.
Después de su desaparición en 1879-1880, la comisión ve sus archivos dispersos entre varios científicos e instituciones y su trabajo cae rápidamente en el olvido. Esta dispersión ocurre a la vez de que la publicación de diccionarios arqueológicos y mapas asociados no tuvieron éxito, lo que refuerza la idea del fracaso. Émile Cartailhac, encargado en la década de 1890 de completar la publicación de los diccionarios, se llevó parte de los archivos de la comisión a Toulouse.

### Publicando y convirtiéndose en obras
La publicación llegó a su fin en 1923, bajo la dirección del científico de Salomon Reinach, Camille Jullian y Émile Espérandieu. Diccionarios y mapas se distribuyeron equitativamente y ya se consideran obsoletos a la luz de la evolución de la ciencia arqueológica e histórica realizada desde el comienzo del siglo XX,  con cambios considerables —desarrollo de métodos de excavación estratigráfica, tipología, cronología cerámica, etc. —).
En la actualidad, los archivos producidos durante el trabajo de la comisión están dispersos, a veces incluso en lugares desconocidos. Hay varias áreas de conservación claramente identificadas —el Museo Nacional de Arqueología, los Archivos Nacionales, el Instituto de Francia, el Instituto de Paleontología Humana, este último incorporó los fondos de Émile Cartailhac, con numerosas piezas producto del curso de los trabajos de la comisión— que permiten vislumbrar mejor el método de trabajo implementado por este último.
La tipología documental de estos diferentes archivos es extremadamente variada: correspondencia, álbumes, cuadernos y dibujos, estampados, mapas y planos, tableros de dibujo, memorias, informes de búsqueda, documentos contables, órdenes ministeriales, formularios, etc..
Aunque la comisión en sí no formó una colección de objetos, las excavaciones realizadas bajo sus auspicios llevaron al descubrimiento de abundante material arqueológico, que se integró rápidamente en los museos. Las armas de Alesia, los objetos de Bibracte, los muebles funerarios de Magny-Lambert, el depósito de Réallon, la hebilla de Sillingy o los objetos del lago de Paladru han entrado en las colecciones del museo de Arqueología Nacional. Gracias a las donaciones de la comisión, finalmente, es necesario señalar una contribución sustancial del trabajo de la comisión: debido a su escala nacional, y a pesar de su limitada posteridad debido a la demora de la publicación de los diccionarios, al permitir la creación de una red y en asociación con el conocimiento, hacer militar y multidisciplinario, fue un laboratorio temporal para la redacción de una arqueología estatal.

### Actas de coloquios
- A. LARONDE, P. TOUBERT, J. LECLAND (éd.), Histoire et archéologie méditerranéennes sous Napoléon III, Actes du colloque, Cahiers de la Villa Kerylos n°22, París, 2011.
- Prosper Mérimée au temps de Napoléon III, Actes du colloque organisé au musée national du château de Compiègne le 18 de octubre de 2003, RMN, París, 2008.
- Napoléon III et l'Archéologie : une politique archéologique nationale sous le second empire, Actes du colloque des 14-15 de octubre de 2000, Compiègne, 2001.
- P. JACQUET, R. PERICHON (éd.), Aspects de l'archéologie française au XIX° siècle, Actes du colloque international tenu à La Diana à Montbrison les 14 et 15 de octubre de 1995, Montbrison, 2000.

### Artículos periodísticos
- L. OLIVIER, M. REDDÉ, « L'Album des fouilles d'Alise redécouvert dans les archives de la Commission de la Topographie des Gaules », Antiquités nationales, t. 45, 2014, pp. 69-79.
- C. LANDES, « Napoléon III et l'exploration scientifique de la Gaule, dans L. OLIVIER (dir.), Le Musée d'archéologie nationale et les Gaulois du XIX° au XXI° siècle », Antiquités nationales, numéro spécial, 2012, pp. 7-22.
- J. HARMAND, « Les travaux de la Commission de la topographie des Gaules autour d'Alésia et l'album inédit conservé au Musée des Antiquités nationales », Comptes rendus des séances de l'Académie des Inscriptions et Belles-Lettres, vol. 104, n°1, 1960, pp. 107-115.
- S. REINACH, « La Commission de Topographie et le Dictionnaire archéologique de la Gaule », Revue archéologique, 1915, pp. 209-220.

### Monografías
- A. HUREL, La France préhistorienne de 1789 à 1941, París, 2007, pp. 54-63.
- E. GRAN-AYMERICH, Naissance de l'archéologie moderne 1798-1945, París, 1998, pp. 148-162 y 202-227.

- Datos: Q29042602